# Terje Viken
Das britische Walfang-Mutterschiff Terje Viken war der erste Neubau eines Walfangfabrikschiffs in Deutschland. Bei ihrer Fertigstellung im September 1936 durch die AG Weser in Bremen war sie das größte Walfangschiff weltweit. Für das neue Schiff wurden zeitgleich auch neun neue Fangboote nach britischen Plänen in Deutschland erbaut.

Im Zweiten Weltkrieg wurde die Terje Viken am 7. März 1941 durch deutsche U-Boote im Atlantik versenkt.

## Baugeschichte
Die Terje Viken wurde von der britischen Hector Whaling Co. der Norweger Niels Bugge und Harald Krogh-Hansen in Deutschland bestellt. Bugge hatte die alte norwegische Walfanggesellschaft „Hektor“ 1932 auf der Suche nach Kapitalgebern nach Großbritannien verlegt und in die Hector Whaling Co. umgewandelt, die den umgebauten ehemaligen White Star Liner Medic als Walfangfabrik Hektoria betrieb. Die Manager der Hector verdeckten den eigentlichen Auftraggeber, den Unilever-Konzern, der seit 1934 einer der größten Abnehmer deutscher Schiffe war, da er nur auf diesem Weg seine im Deutschen Reich erzielten Gewinne bei den bestehenden Devisenbestimmungen ausführen konnte. Ein weiterer großer Kapitalgeber war die Svenska Handelsbanken, die auch über erhebliche eingefrorene Guthaben im Deutschen Reich verfügte. Unilever wollte mit dem Neubau in Deutschland sich auch mehr aus der Abhängigkeit der rein norwegischen Walfanggesellschaften lösen. Der Konzern als größter Verarbeiter von Walöl kaufte zwar regelmäßig fast die gesamte norwegische Produktion auf, ohne die Preise vorschreiben zu können. Er verfügte selbst mit der Southern Whaling über eine eigene Fangflotte mit zwei umgebauten Tankern (Southern Empress, Southern Princess) und hatte einen starken Einfluss auf die Firmen von Johann Rasmussen und Torger Moe, die die neuen Fabrikschiffe Sir James Clark Ross, sowie unter der Flagge Panamas Vestfold und Vikingen betrieben.
Gleichzeitig mit der Terje Viken bei der AG Weser baute die Seebeck-Werft neun Walfangboote nach Plänen der britischen Werft Smith’s Dock unter den Baunummern 536 bis 544 mit den Namen Terje  1 bis Terje 9 von 335 BRT.
Ihr 1937 für die deutsche Unilever-Tochter fertiggestelltes Schwesterschiff Unitas war geringfügig größer (21.847 BRT), da es über ein zusätzliches Schutzdeck verfügte.

## Einsatzgeschichte
Das neue Fabrikschiff war bei der Fertigstellung 1936 das modernste und größte weltweit. Für seinen Betrieb verantwortlich und Eigentümer war die am 4. Oktober 1935 neugegründete United Whalers Ltd., deren Anteile bis 1939 weitgehend in den Besitz der Muttergesellschaft Hector gelangten und die ihre Arbeit mit den Lizenzen zweier aufgeleger Einzelgesellschaften begann. In ihrer ersten Saison 1936 bis 1937 produzierte die Terje Viken mit 17.384 Tonnen Walöl mehr als erwartet, die an deutsche Unilever-Firmen geliefert wurden. Bis zum März 1940 wurde das Schiff noch in drei weiteren antarktischen Sommern im südlichen Eismeer eingesetzt. Für die letzte Fangsaison war sie nochmals modernisiert worden und hatte zusätzliche Einrichtungen für die intensivere Verarbeitung der Walkörper erhalten. Außerhalb der Walfangperioden wurde das Schiff als Tanker zwischen Westindien und Europa eingesetzt.

## Das Ende derTerje Viken
Am 7. März 1941 befand sich die Terje Viken unter Kapitän O. Borchgrevink auf dem Weg von Glasgow nach Curacao innerhalb des Geleitzuges OB-293 südöstlich von Island, als sie um 05.05 Uhr von zwei Torpedos getroffen wurde. Vermutlich kamen sie vom deutschen U-Boot U 47 unter Günther Prien, dessen Verbleib seit diesem Angriff nicht geklärt ist. Um 05.50 Uhr schoss U 70 unter Matz einen Dreifachfächer auf das riesige, in Ballast fahrende Schiff. Aber alle drei Torpedos verfehlten ihr Ziel. Kurz darauf traf U 99 unter Otto Kretschmer die Terje Viken an der Backbordseite und die Besatzung verließ das Schiff. Später kehrte ein Teil der Besatzung nochmals an Bord zurück, um das Schiff zu retten. Aber es war zu schwer beschädigt und musste aufgegeben werden.
Um 18.55 Uhr kenterte die Terje Viken auf der Position 60° 0′ 0″ N, 12° 50′ 0″ W. Zwei Mann starben während des Angriffs, die 105 Überlebenden wurden vom Zerstörer Hurricane unter LtCdr H.C. Simms, RN, aufgenommen und nach Greenock zurückgebracht. Das gekenterte Schiff wurde treibend am 14. März von einem britischen Bergungsschlepper durch Geschützfeuer endgültig versenkt.